# Astrahan
Astrahan (rus. А́страхань, na tatarskom Ästerxan), glavno je naselje južnog europskog dijela Rusije i upravno je središte Astrahanske oblasti. Grad se nalazi na rijeci Volgi, blizu njena ušća u Kaspijsko jezero, na 46°22′N 48°05′E / 46.367°N 48.083°E. 
Broj stanovnika (1. siječnja 2004.): 502.800.

## Povijest

### Srednjovjekovna povijest
Astrahan je smješten u delti Volge, bogatom jesetrom i egzotičnim biljkama. Ovdje su se prije nalazili glavni gradovi Kazarske države i Zlatne Horde.
Astrahan je prvi put spominju putnici u ranom 13. stoljeću kao Xacitarxan. Timur (Tamerlan) ga je spalio do temelja. Od 1459. do 1556., Xacitarxan je bio glavni grad Astrakanskog Kanata. Arheolozi su pronašli ruševine srednjovjekovnog naselja 12 km uzvodno od današnjeg grada.
Kanat je 1556. pokorio Ivan Grozni, koji je dao sagraditi novu tvrđavu na strmom brdu koje je nadgledalo rijeku Volgu. 1569. Astrahan je opsjedala otomanska vojska, koja se napokon, razbivena, morala povući. Godinu poslije, sultan je opozvao svoja zahtijevanja za Astrahanom i otvorio je rijeku Volgu za ruski promet. U 17. stoljeću, grad se razvio kao ruska vrata za Orijent. Brojni trgovci iz Armenije, Perzije i Hive su se naselili u grad, dajući mu višenacionalni karakter.

### Suvremena povijest
17 mjeseca u razdoblju od 1670. – 71. Astrahan su držali Stjenka Razin i njegovi Kozaci. U početku idućeg stoljeća Petar Veliki je sagradio ovdje brodogradilište i napravio bazu za njegova vojna djelovanja prema Perziji, a kasnije, istog stoljeća, Katarina II. je gradu dala važne industrijske povlastice.
Grad se još jednom pobunio protiv cara 1705., kada su ga držali Kozaci pod Kondratijem Afanasjevičem Bulavinom. Kalmički kan je neuspješno zaposjedao astrahanski kremlj nekoliko godina prije toga. 1711. je bio grad je postavljen za sjedište gubernije, čiji prvi gubernatori su bili iArtemij Petrovič Volinski and Vasilij Nikitič Tatiščev. 1702., 1718. i 1767., grad je pretrpio velike štete od požara; 1719. su ga opljačkali Perzijanci; a 1830. kolera je pokosila velik broj njegovih stanovnika.
Astrahanski kremlj je bio građen od 1580-ih do 1620-ih od opeka skinutih s mjesta Saraj-Berkea.